# Barthold Jonas Beseler der Ältere
Barthold Jonas Beseler der Ältere (* 13. Oktober 1721 in Bramstedt; † 26. Mai 1803 in Rendsburg) war ein deutscher Kleinschmied und Glockengießer.

## Leben und Wirken
Barthold Jonas Beseler der Ältere war ein Sohn des Färbers Barthold Beseler. Spätestens 1745 ließ er sich in Rendsburg nieder und trat in die Artillerie ein. Außerdem erlernte er den Guss von Geschützen. Am 29. August 1768 erwarb er das Bürgerrecht und 1757 das königlich dänische Privileg, Geschütze und Glocken gießen zu dürfen.
Beseler der Ältere eröffnete eine eigene Gießerei in Rendsburg und goss am 19. Mai 1758 seine erste Glocke für eine Kirche in Wilster. Er begründete damit die Glockengießerfamilie Beseler, die in folgenden Generationen bis 1871 Glocken und Geschütze goss. Die meisten Glocken existieren heute aufgrund von Zerstörungen während der beiden Weltkriege nicht mehr.
Beseler der Ältere heiratete in erster Ehe Catharina Elisabeth Habel, die am 26. August 1760 starb. In zweiter Ehe heiratete er am 6. März 1761 Anna Elisabeth Wommelsdorff (1734–1786). Er hatte acht Kinder. Der Sohn Barthold Jonas Beseler der Jüngere führte die Gießerei des Vaters später weiter. Der Sohn Cay Hartwig Beseler wurde ein bekannter Deichgraf.